# Crotalaria carrissoana
Crotalaria carrissoana är en ärtväxtart som beskrevs av Antonio Rocha da Torre. Crotalaria carrissoana ingår i släktet sunnhampor, och familjen ärtväxter. Inga underarter finns listade i Catalogue of Life.